# Cleora fuliginata
Cleora fuliginata är en fjärilsart som beskrevs av Fletcher 1953. Cleora fuliginata ingår i släktet Cleora och familjen mätare. Inga underarter finns listade i Catalogue of Life.